# 马克特海登费尔德附近埃伦巴赫
马克特海登费尔德附近埃伦巴赫是德国巴伐利亚州的一个市镇。总面积15.31平方公里，总人口2426人，其中男性1238人，女性1188人（2011年12月31日），人口密度158人/平方公里。